# Bataille de Chefchaouen (1924)
Guerre du Rif
Batailles
La bataille de Chefchaouen s'est déroulée entre août et décembre 1924, entre les forces marocaines de la République du Rif et l'Espagne, dans la région de Chefchaouen. Il s'agit du second grand échec des Espagnols dans la guerre du Rif, qui subissent d'énormes pertes, et abandonnent Chefchaouen et sa région à Abd el-Krim.

## Contexte
Depuis octobre 1920,  l'Espagne occupait la ville de Chefchaouen au cœur de la région Jbala. Cette petite ville charmante était considérée comme sainte par les populations du nord du Maroc en raison de ses nombreuses mosquées et centres d'étude islamique,,,.
En 1923 de nombreux combattants Jbalas, sous la conduite du chef jebli Ahmed Kheriro, avaient décidé de rejoindre Abdelkrim qui remportait de nombreuses victoires au Rif. Ensemble, Rifains et Jbalas lançaient des attaques sur les Espagnols dans la région de Oued Lau et d'Amter,,,.
Abdelkrim décida qu'il était temps de libérer Chefchaouen. Il envoya son frère M'hamed, commandant de l'armée rifaine, pour organiser les soldats rifains dans la région. Les Espagnols, fatigués par la guerre, pensaient à abandonner le Rif,,,.

## Déroulement
En juin 1924, les Rifains et les Jbalas lancent de violentes attaques dans le secteur de Oued Lau sous la conduite de M’hamed El-Khattabi et d'El-Hattach. Ils attaquent aussi la route entre Tétouan et Chefchaouen, coupant la liaison entre les deux villes. Ces attaques se poursuivent en juillet et en août,,,.
Miguel Primo de Rivera, le dictateur espagnol, est inquiet. Il pense qu'il vaudrait mieux abandonner la région et se retirer à Tétouan. Mais certains officiers espagnols dénoncent cette idée qui reviendrait à abandonner des territoires conquis au prix du sang de milliers de soldats,,,.
Primo de Rivera expliqua à ses conseillers que rester dans la région de Chefchaouen est un choix trop dangereux. Il décide d'abandonner la ville. En septembre 1924, le plan de retraite est mis à exécution,.
Début septembre, Oued Lau et Amter sont évacués. Il reste à évacuer les 10 000 soldats espagnols encerclés à Chefchaouen par les troupes d'Abdelkrim. 40 000 soldats espagnols sont assemblés à Tétouan pour libérer leurs camarades à Chefchaouen,,.
Le 19 septembre, les 40 000 soldats espagnols quittent Tétouan en direction de Chefchaouen, à 70 km au sud, sous la direction des généraux Castro Girona, Serrano et du colonel Oliva. Le 28 septembre les Espagnols sont à Souk El Arba, à mi-chemin avec Chefchaouen,,.
Une colonne espagnole sous la conduite du général Carrasco, qui devait les rejoindre depuis Larache, est bloquée par les Jbalas de Bni Arous et doit faire demi-tour. Sur la route de Tétouan-Chefchaouen, les 40 000 soldats espagnols avancent malgré les tirs de snipers,,,.
Le 30 septembre, le général Serrano entre dans Chefchaouen. Girona et Oliva arrivent quelques jours après. Le prochain objectif est de libérer les soldats espagnols encerclés dans les petits postes autour de la ville. On négocie avec les Rifains.
Les Rifains acceptent de laisser partir les soldats espagnols à condition qu'on leur donne deux fusils pour chaque soldat libéré. Les Espagnols acceptent.
Pendant tout le mois d'octobre, les Espagnols autour de Chefchaouen se regroupent dans la ville avant de rejoindre Tétouan. La tristesse gagne les cœurs des officiers espagnols africanistas (partisans de la colonisation) qui estiment que l'Espagne est en train de s'humilier.
Finalement le 15 novembre, les 50 000 soldats espagnols qui quittent la ville de Chefchaouen pour rejoindre Tétouan. Francisco Franco, futur dirigeant de l'Espagne, est alors colonel. Il est placé à l'arrière-garde et quitte Chefchaouen en dernier le 17 novembre avec sa Légion,,,.
Aussitôt la ville abandonnée par les Espagnols, les Rifains et Jbalas entrent dans la ville, têtes et pieds nus, en signe d'humilité et de respect pour cette ville occupée depuis 1920,,,.
Pendant ce temps, les soldats espagnols avancent vers Tétouan. Le 19 novembre, la saison des pluies commence, et la route devient boueuse. C'est le moment qu'attendaient les 7 000 combattants rifains et Jbalas sous la conduite de M'hamed ben Abdelkrim et Khériro,,,.
Le Général Girona arrive sain et sauf à Ben Karrich, mais les espagnols à Dar Akoba et Chérouta sont violemment attaqués. Le Général Serrano est tué le 19 novembre 1924 à Chérouta avec des centaines de soldats.
Tout le long de la route Chefchaouen-Tétouan, les soldats espagnols sont pris d'assaut par des petits groupes mobiles de Rifains et Jbalas. Les pertes augmentent rapidement et les 50 000 soldats espagnols se regroupent à Souk El Arba le 25 novembre, afin de prendre un répit,,,.
Pendant 3 semaines, jusqu'au 10 décembre, les soldats espagnols encerclés dans Souk El Arba vont attendre que les pluies cessent afin de reprendre la route vers Tétouan. Ils sont attaqués de façon incessante par les guerriers d'Abdelkrim. Nuit et jour, les attaques se poursuivent à Oued Nakhla, 14 soldats espagnols sont encerclés dans leurs véhicules par les Rifains. Ils résistent pendant 3 jours. Finalement les 6 survivants se rendent. Les Rifains leur rendent hommage pour leur courage et Abdelkrim les place en tête de la liste des prisonniers à libérer en cas d'échange. C'était un traitement spécial, car généralement les soldats espagnols étaient achevés. Un officier espagnol déclara plus tard: « Nous faisions la guerre contre des ombres. Nous perdions 30 hommes pour chaque ennemi tué. »,,,.
Des avions espagnols bombardaient les combattants marocains afin d'aider la retraite. Finalement le 13 décembre, les premiers soldats espagnols atteignent Tétouan, presque un mois après avoir quitté Chefchaouen. Les Rifains les poursuivent jusqu'aux faubourgs de la ville.
Le dernier à atteindre Tétouan est Franco, qui perd 500 hommes le dernier jour de l'opération dans les combats aux portes de la ville. Le 14 décembre, M'hamed ben Abdelkrim entre dans Chefchaouen. Il prononce un discours où il félicite les « bons musulmans » qui se battent pour l'indépendance.

## Bilan et Conséquence
Le bilan de cette bataille est très lourd pour l'Espagne. Les estimations des pertes varient entre 15 000 et 20 000 morts sur 50 000 soldats,,,.
La libération de Chefchaouen apporta la joie dans tout le Rif où Abdelkrim ordonna aux jeunes étudiants des mosquées de réciter des versets pour rendre gloire à Allah. L'Espagne réalisa qu'elle ne pourrait pas gagner la guerre et Lyautey devint de plus en plus inquiet,,,.
Les craintes de Lyautey s'avèrent fondées puisqu'en 1925, Abdelkrim déclenchera la terrible offensive de l'Ouergha,.

## Sources

#### Francophone
- Résidence générale de la république française au Maroc, Rapport mensuel d'ensemble du protectorat 1924, 1924 (lire en ligne)